# Kroměříž
Kroměříž (pronuncia: [ˈkromɲɛr̝iːʃ]; in tedesco Kremsier) è una città della Repubblica Ceca, nella regione di Zlín. La città si trova nel distretto di Kroměříž, del quale è il capoluogo.
Il simbolo della città è il palazzo vescovile, inserito dall'UNESCO fra i siti patrimonio dell'umanità insieme al giardino. Nel palazzo sono state girate alcune scene del film Amadeus.

## Storia
Le origini dell'insediamento risalgono al tempo del Grande Impero della Moravia. Kremsier viene menzionato per la prima volta come villaggio nel 1110, quando fu acquisito dal vescovo di Olomouc Johannes II. A causa della sua posizione all'incrocio di diverse rotte commerciali, fu in grado di svilupparsi rapidamente, e nel 1207 viene definita una città mercato. Intorno al 1266 fu promossa a città dal re Přemysl Otakar II, su suggerimento del vescovo Bruno von Schauenburg, che fece costruire un castello in questo periodo, e nel 1290 ricevette il diritto di città di Brno dal vescovo Dietrich von Neuhaus.
Durante le guerre hussite, Kremsier fu conquistata nel 1423 e nel 1432, in quanto era considerata la città hussita più radicale della Moravia. Successivamente, i Signori della città cambiarono più volte. Fu solo nel 1456 che fu restituita al vescovato di Olomouc.
1465–1471 fu il centro dei conflitti armati tra il Re boemo Giorgio di Podebrady e il Re ungherese Mattia Corvino, che non fu risolta fino al 1479 nella pace di Olomouc. All'inizio del XVI secolo divenne la residenza principale dei vescovi di Olomouc sotto il vescovo Stanislaus Thurzo, che fece trasformare il castello gotico in un castello rinascimentale. Sotto i vescovi di Olomouc, Jan Pivec von Hratschein e Klimstein era il capitano della città alla fine del XVI secolo. Sotto i vescovi Wilhelm Prusinovský e Stanislaus Pavlovský, la città divenne prospera, il che la rese un importante centro politico e culturale del margraviato di Moravia.
Nella Guerra dei Trent'anni Kremsier fu completamente distrutto dopo essere stato catturato dal generale Lennart Torstensson. Fu solo quando il vescovo Carlo II del Liechtenstein-Kastelkorn entrò in carica che la città conobbe un boom economico. Ricostruì la città, fece costruire strade, condutture idriche e fognature, costruì la residenza vescovile e fondò un liceo scolopico.
Nel 1887 Ignac Lorenz fondò la fabbrica di macchine Lorenz, che produceva principalmente macchine agricole fino alla nazionalizzazione nel 1948.
La città acquisì importanza storica nell'autunno del 1848. Dopo la sanguinosa soppressione della rivolta di ottobre a Vienna, il Reichstag costituente fu trasferito a Kremsier e aperto il 22 novembre nella sala riunioni del Palazzo arcivescovile.
Nel 1885 l'imperatore Francesco Giuseppe e lo zar Alessandro III si incontrarono a Kremsier. per colloqui politici.
Nel 20 ° secolo, la popolazione è aumentata notevolmente a causa dell'incorporazione dei villaggi circostanti.

## Stemma
Lo stemma è quello della famiglia nobile Dietrichstein.

## Attrazioni turistiche
- Piazza del mercato (Velké náměstí)
- Castello e parco
- Palazzo Arcivescovile
- Case con portici gotici e frontoni barocchi, alcuni con decorazioni a graffito
- Municipio (1611)
- Fontana barocca (1655)
- Colonna mariana, eretta dopo la peste del 1680
- Colonna della Trinità (1686) (Riegrovo náměstí)
- Chiesa di San Maurizio (chrám sv. Mořice) del XIII secolo
- Chiesa scolopica di San Giovanni Battista (chrám sv. Jana Křtitele)
- Chiesa della Beata Vergine Maria (chrám Blahoslavené Panny Marie)
- Moneta arcivescovile del 1665
- Museo della città
- A circa 500 metri a ovest della piazza principale si trova il giardino fiorito (Květná zahrada), progettato nel 1665–1675 da Filiberto Lucchese e Giovanni Pietro Tencalla sulla base del modello di Versailles con grotte, labirinti e un padiglione. Il lato ovest del giardino è delimitato da un colonnato lungo 233 m con statue di antiche divinità.

## Amministrazione

### Gemellaggi
- Krems an der Donau
- Diósd
- Piekary Śląskie